# Naseljavanje Amerika
Naseljavanje Amerika počelo je kad su lovci-sakupljači gornjeg paleolitika dospjeli u Sjevernu Ameriku iz sjevernoazijske Mamutske stepe preko Beringije koja se formirala između sjeveroistočnog Sibira i zapadne Aljaske zbog snižavanja razine mora tijekom posljednjeg glacijalnog maksimuma. Ove populacije proširile su se južno od Laurentide ledene ploče i brzo se raširile na područje Sjeverne i Južne Amerike, prije oko 14.000 godina. Najranije populacije u Americi, prije otprilike 10.000 godina, poznate su kao Paleoindijanci.
Naseljavanje Amerika dugogodišnje je otvoreno pitanje, i dok napredak u arheologiji, pleistocenskoj geologiji, fizičkoj antropologiji i DNA analizi postupno bacaju sve više svijetla na ovu temu, bitna pitanja i dalje su neriješena. Iako postoji opća suglasnost oko toga da su Amerike prvo naseljene iz Azije, ne postoji suglasnost oko puta i vremena migracija, niti o mjestu/mjestima podrijetla ljudi koji su migrirali iz Euroazije u Amerike.
Prevladavajući modeli migracija ocrtavaju različite vremenske okvire za azijsku migraciju od Beringovog prolaza i daljnje širenje osnivačke populacije širom kontinenta. Domorodački narodi Amerika povezani su sa sibirskim populacijama preko lingvističkih faktora, raspodjelom krvnih grupa i genetskom kompozicijom, kao što je prikazano molekularnim podatcima, poput DNA.
„Kloviška prva teorija” odnosi se na hipotezu iz 1950-ih kojom kloviška kultura predstavlja najranije ljudsko prisustvo u Amerikama, počevši od prije oko 13.000 godina; dokazi o postojanju kultura prije kloviške kulture prikupljeni su od 2000. godine, gurnuvši nazad moguće vrijeme prvog dolaska ljudi u Amerike na prije 33.000 godina.

## Vanjske poveznice
- The Paleoindian Database – The University of Tennessee, Department of Anthropology.
- "The first Americans: How and when were the Americas populated?", Earth, January 2016
- "When Did Humans Come to the Americas?" – Smithsonian Magazine February 2013  Arhivirana inačica izvorne stranice od 9. prosinca 2013. (Wayback Machine)
- The Paleoindian Period – United States Department of the Interior, National Park Service
- Shepard Krech III, Paleoindians and the Great Pleistocene Die-Off – American Academy of Arts and Sciences, National Humanities Center, 2008.
- Journey of Man: A Genetic Odyssey (movie) na YouTubeu – by Spencer Wells – PBS and National Geographic Channel, 2003 – 120 Minutes, UPC/EAN: 841887001267